# آبشار گرینداستون
آبشار گرینداستون (به انگلیسی: Grindstone Cascade) آبشاری است که در همیلتون (انتاریو)، کانادا واقع شده و ارتفاع کلی ریزشگاه آن ۳ متر (۹٫۸ فوت) است.